# Lithops pseudotruncatella
Lithops pseudotruncatella es una especie de planta suculenta perteneciente a la familia  Aizoaceae que es nativa de  Namibia. 

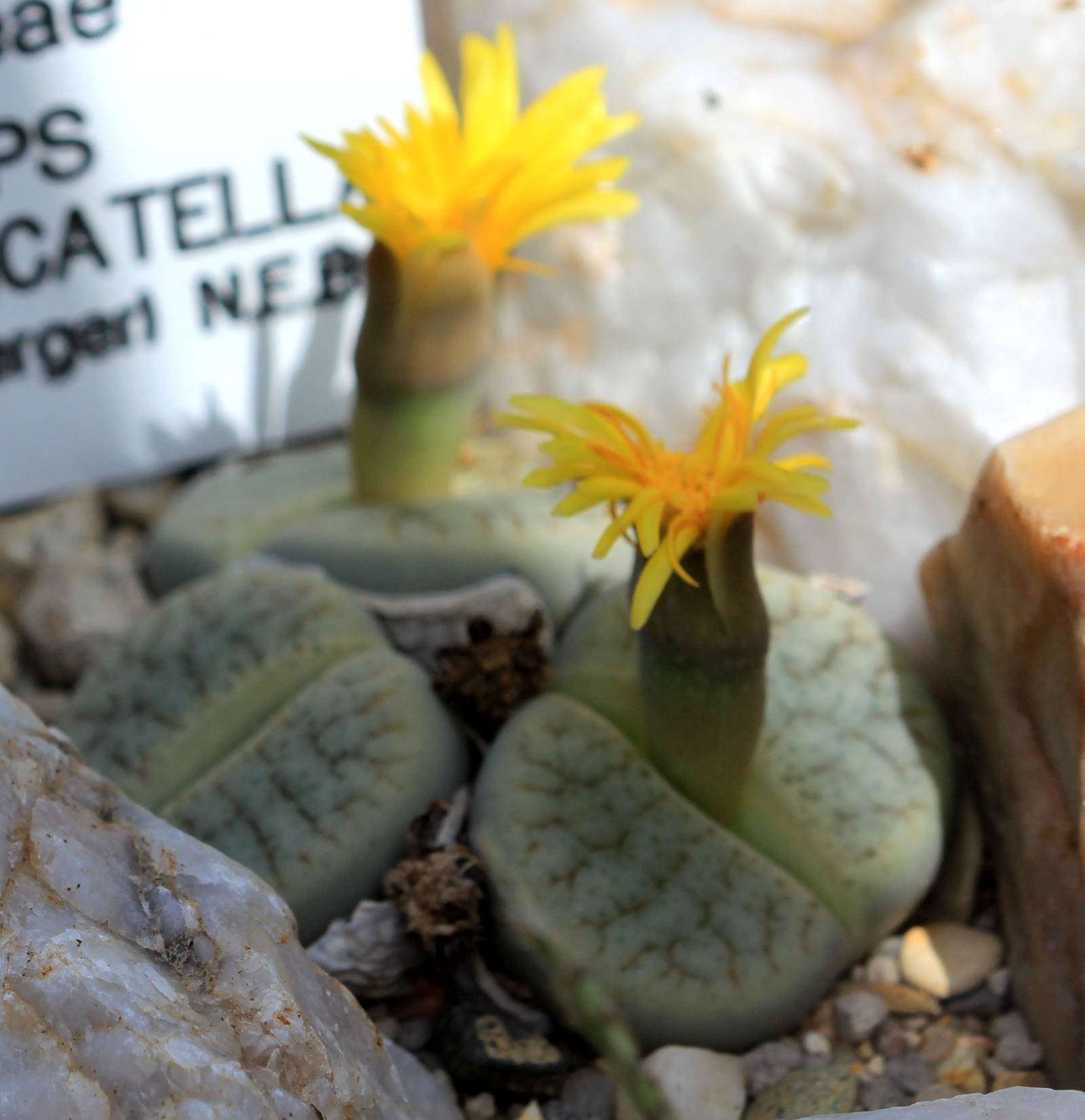
Vista de la planta en flor

## Descripción
Forma grupos de dos hojas acopladas, divididas por una fisura por donde aparecen las flores. Cada par de hojas forman el cuerpo de la planta que tiene forma cilíndrica o cónica con una superficie plana. De la fisura entre las hojas brota, en periodo vegetativo, las nuevas hojas y en cuanto se abren, las antiguas se agotan.

## Taxonomía
Lithops pseudotruncatella fue descrita por  (A.Berger) N.E.Br., y publicado en Gard. Chron. III, 71: 65 1922.
Etimología
Lithops: nombre genérico que deriva de las palabras griegas: "lithos" (piedra) y "ops" (forma).
pseudotruncatella: epíteto
Sinonimia
- Lithops pseudotruncatella subsp. pseudotruncatella
- Mesembryanthemum pseudotruncatellum A.Berger (1908)
- Lithops elisabethiae Dinter (1933)
- Lithops alpina Dinter (1927)
- Lithops edithiae auct.
- Lithops mundtii Tischer (1926)
- Mesembryanthemum truncatellum Dinter (1900)[2]